# ボー・マシューズ
ボー・マシューズ（Bo Matthews 1951年11月15日- ）はアラバマ州ハンツビル出身の元アメリカンフットボール選手。ポジションはフルバック。

## 経歴
それまでアフリカ系アメリカ人選手のいなかったアラバマ大学のベア・ブライアントヘッドコーチから誘いを受けたが、コロラド大学へ進学した。1972年、1973年にはビッグ8カンファレンスのオールチームに選ばれた。
1974年のNFLドラフト1巡全体2位でサンディエゴ・チャージャーズに入団した。その後ニューヨーク・ジャイアンツ、マイアミ・ドルフィンズでプレーした後、USFLのデンバー・ゴールドでプレーした後、現役を引退した。
チャージャーズでは十分な活躍ができず、チャージャーズのオフェンスコーディネーターであり、彼のブロック能力を評価していたレイ・パーキンスがニューヨーク・ジャイアンツのヘッドコーチに就任した1980年にドラフト6巡指名権との交換でトレードされた。
1981年、シカゴ・ベアーズとのプレシーズンゲームでレオン・ペリーが負傷したため、フルバックの先発候補となったが、シーズン中にマイアミ・ドルフィンズへ移った。
2001年、故郷のハンツビルに、Bo Matthews Center for Excellenceを設立した。
2003年、アラバマ州マディソン郡の殿堂入りを果たした。

## 人物
NFLでは、主にブロッカー、ショートヤーデージでのボールキャリアーとして起用された。